# Arena Football League 2005
Die Arena-Football-League-Saison 2005 war die 19. Saison der Arena Football League (AFL). Ligameister wurden die Colorado Crush, die die Georgia Force im ArenaBowl XIX bezwangen.

## Teilnehmende Mannschaften
| Anzahl Mannschaften | 17                                               |
| ------------------- | ------------------------------------------------ |
| Neu in der Liga     | Nashville Kats                                   |
| Ausgeschieden       | Carolina Cobras, Indiana Firebirds, Detroit Fury |

## Regular Season
| Team                 | Overall | Overall | Overall | Overall |
| Team                 | S       | N       | U       | SQ      |
| -------------------- | ------- | ------- | ------- | ------- |
| National Conference  |         |         |         |         |
| Eastern Division     |         |         |         |         |
| New York Dragons     | 10      | 6       | 0       | 0.625   |
| Dallas Desperados    | 8       | 7       | 1       | 0.531   |
| Philadelphia Soul    | 6       | 10      | 0       | 0.375   |
| Columbus Destroyers  | 2       | 14      | 0       | 0.125   |
| Southern Division    |         |         |         |         |
| Georgia Force        | 11      | 5       | 0       | 0.687   |
| Orlando Predators    | 10      | 6       | 0       | 0.625   |
| Tampa Bay Storm      | 10      | 6       | 0       | 0.625   |
| New Orleans VooDoo   | 9       | 7       | 0       | 0.562   |
| Austin Wranglers     | 6       | 10      | 0       | 0.375   |
| American Conference  |         |         |         |         |
| Central Division     |         |         |         |         |
| Colorado Crush       | 10      | 6       | 0       | 0.625   |
| Chicago Rush         | 9       | 7       | 0       | 0.562   |
| Nashville Kats       | 6       | 9       | 1       | 0.406   |
| Grand Rapids Rampage | 4       | 12      | 0       | 0.250   |
| Western Division     |         |         |         |         |
| Los Angeles Avengers | 10      | 6       | 0       | 0.625   |
| San Jose SaberCats   | 9       | 7       | 0       | 0.562   |
| Las Vegas Gladiators | 8       | 8       | 0       | 0.500   |
| Arizona Rattlers     | 7       | 9       | 0       | 0.438   |

Blau - Divisionsieger + für Playoffs qualifiziert
Grün - für Playoffs qualifiziert

## Playoffs
| Viertelfinale | Viertelfinale | Viertelfinale |    |                  | Halbfinale | Halbfinale | Halbfinale |  |  | ArenaBowl XIX | ArenaBowl XIX | ArenaBowl XIX |
|               |               |               |    |                  |            |            |            |  |  |               |               |               |
| 1             | Georgia       | 62            |    |                  |            |            |            |  |  |               |               |               |
| 4             | Tampa Bay     | 46            |    |                  |            |            |            |  |  |               |               |               |
| 4             | Tampa Bay     | 46            | 1  | Georgia          | 60         |            |            |  |  |               |               |               |
|               |               |               | 1  | Georgia          | 60         |            |            |  |  |               |               |               |
|               | 3             | Orlando       | 58 |                  |            |            |            |  |  |               |               |               |
| 2             | 3             | Orlando       | 58 | New York         | 42         |            |            |  |  |               |               |               |
| 2             |               |               |    | New York         | 42         |            |            |  |  |               |               |               |
| 3             | Orlando       | 47            |    |                  |            |            |            |  |  |               |               |               |
| 3             | Orlando       | 47            | 1  | Georgia          | 48         |            |            |  |  |               |               |               |
|               |               |               |    | Georgia          | 48         |            |            |  |  |               |               |               |
|               | 1             | Colorado      | 51 |                  |            |            |            |  |  |               |               |               |
| 1             | 1             | Colorado      | 51 | Colorado         | 56         |            |            |  |  |               |               |               |
| 1             |               |               |    | Colorado         | 56         |            |            |  |  |               |               |               |
| 4             | San Jose      | 48            |    |                  |            |            |            |  |  |               |               |               |
| 4             | San Jose      | 48            | 1  | Colorado (n. V.) | 49         |            |            |  |  |               |               |               |
|               |               |               | 1  | Colorado (n. V.) | 49         |            |            |  |  |               |               |               |
|               | 3             | Chicago       | 43 |                  |            |            |            |  |  |               |               |               |
| 2             | 3             | Chicago       | 43 | Los Angeles      | 45         |            |            |  |  |               |               |               |
| 2             |               |               |    | Los Angeles      | 45         |            |            |  |  |               |               |               |
| 3             | Chicago       | 52            |    |                  |            |            |            |  |  |               |               |               |

### ArenaBowl XIX
Der ArenaBowl XIX wurde am 12. Juni 2005 im Thomas & Mack Center in Paradise ausgetragen. Das Spiel verfolgten 10.822 Zuschauer.
| ArenaBowl XIX | ArenaBowl XIX | ArenaBowl XIX |
| ------------- | ------------- | ------------- |
| 1             | Georgia       | 48            |
| 1             | Colorado      | 51            |

## Regular Season Awards
| Award               | Gewinner     | Position                 | Team                 |
| ------------------- | ------------ | ------------------------ | -------------------- |
| Ironman of the Year | Kevin Ingram | Wide Receiver/Linebacker | Los Angeles Avengers |
| Coach of the Year   | Doug Plank   | Head Coach               | Georgia Force        |

## Zuschauertabelle
| Team                 | Zuschauerschnitt |
| -------------------- | ---------------- |
| Arizona Rattlers     | 11.451           |
| Austin Wranglers     | 12.309           |
| Chicago Rush         | 14.458           |
| Colorado Crush       | 13.504           |
| Columbus Destroyers  | 15.229           |
| Dallas Desperados    | 12.187           |
| Georgia Force        | 12.714           |
| Grand Rapids Rampage | 7.490            |
| Las Vegas Gladiators | 9.475            |
| Los Angeles Avengers | 12.165           |
| Nashville Kats       | 11.172           |
| New Orleans VooDoo   | 15.338           |
| New York Dragons     | 11.922           |
| Orlando Predators    | 13.327           |
| Philadelphia Soul    | 16.121           |
| San Jose SaberCats   | 13.719           |
| Tampa Bay Storm      | 15.518           |
| Ligadurchschnitt     | 12.829           |